# برونيلا سكاليس
برونيلا سكاليس (بالإنجليزية: Prunella Scales)‏؛ ممثلة بريطانية، ولدت في 22 يونيو 1932 في المملكة المتحدة.

## أعمال

### أفلام
- (1978) الأولاد من البرازيل
- (1992) نهاية هاورد
- (2003) جوني إنجلش[7]

## وصلات خارجية
- برونيلا سكاليس على موقع IMDb (الإنجليزية)
- برونيلا سكاليس على موقع ألو سيني (الفرنسية)
- برونيلا سكاليس على موقع ميوزك برينز (الإنجليزية)
- برونيلا سكاليس على موقع أول موفي (الإنجليزية)
- برونيلا سكاليس على موقع قاعدة بيانات برودواي على الإنترنت (الإنجليزية)
- برونيلا سكاليس على موقع قاعدة بيانات الأفلام السويدية (السويدية)
- برونيلا سكاليس على موقع إن إن دي بي (الإنجليزية)
- برونيلا سكاليس على موقع ديسكوغز (الإنجليزية)
- برونيلا سكاليس على موقع قاعدة بيانات الفيلم (الإنجليزية)
- برونيلا سكاليس على موقع كينوبويسك (الروسية)